# Kabinett Castex

Offizielles Logo der Regierung der Französischen Republik mit dem Wahlspruch Liberté, Égalité, Fraternité

Das Kabinett Castex war die vom 3. Juli 2020 bis zum 16. Mai 2022 amtierende Regierung der Französischen Republik unter Premierminister Jean Castex. Es war die zweiundvierzigste Regierung der Fünften Republik und die dritte, die von Präsident Emmanuel Macron ernannt wurde. Vorgängerkabinett war das Kabinett Philippe II. Ihr folgte das Kabinett Borne.

## Regierungsbildung
Zunächst blieben bis zur Ernennung ihrer Nachfolger alle Regierungsmitglieder von Édouard Philippes zweitem Kabinett geschäftsführend im Amt.

## Letzte Zusammensetzung

### Premierminister
|  | Bild        | Name        | Funktion        | Partei |
|  | ----------- | ----------- | --------------- | ------ |
|  | Jean Castex | Jean Castex | Premierminister | DVD    |

### Minister
|  | Bild                 | Name                            | Funktion (französische Bezeichnung)                                                           | Funktion (deutschsprachige Übersetzung)                                         | Partei    |
|  | -------------------- | ------------------------------- | --------------------------------------------------------------------------------------------- | ------------------------------------------------------------------------------- | --------- |
|  | Jean-Yves Le Drian   | Jean-Yves Le Drian              | Ministre de l’Europe et des Affaires étrangères                                               | Minister für Europa und Äußeres                                                 | TdP       |
|  | Barbara Pompili      | Barbara Pompili                 | Ministre de la Transition écologique                                                          | Ministerin für den ökologischen Übergang                                        | LREM, PÉ  |
|  | Jean-Michel Blanquer | Jean-Michel Blanquer            | Ministre de l’Éducation nationale, de la Jeunesse et des Sports                               | Minister für nationale Bildung, Jugend und Sport                                | LREM      |
|  | Bruno Le Maire       | Bruno Le Maire                  | Ministre de l’Économie, des Finances et de la Relance                                         | Minister für Wirtschaft, Finanzen und Aufschwung                                | LREM      |
|  | Florence Parly       | Florence Parly                  | Ministre des Armées                                                                           | Verteidigungsministerin                                                         | TdP       |
|  | Gérald Darmanin      | Gérald Darmanin                 | Ministre de l’Intérieur                                                                       | Minister des Innern                                                             | LREM      |
|  | Elisabeth Borne      | Élisabeth Borne                 | Ministre du Travail, de l’Emploi et de l’Insertion                                            | Ministerin für Arbeit, Beschäftigung und Integration                            | LREM, TdP |
|  | Sébastien Lecornu    | Sébastien Lecornu               | Ministre des Outre-mer                                                                        | Minister für die Überseegebiete                                                 | LREM      |
|  |                      | Joël Giraud (seit 5. März 2022) | Ministre de la Cohésion des territoires et des Relations avec les collectivités territoriales | Minister für territorialen Zusammenhalt und Beziehungen zu den lokalen Behörden | LREM      |
|  | Eric Dupond-Moretti  | Éric Dupond-Moretti             | Ministre de la Justice                                                                        | Minister für Justiz (Siegelbewahrer)                                            | DVG       |
|  | Roselyne Bachelot    | Roselyne Bachelot               | Ministre de la Culture                                                                        | Ministerin für Kultur                                                           | DVD       |
|  | Olivier Véran        | Olivier Véran                   | Ministre des Solidarités et de la Santé                                                       | Minister für Soziales und Gesundheit                                            | LREM, TdP |
|  | Annick Girardin      | Annick Girardin                 | Ministre de la Mer                                                                            | Ministerin für das Meer                                                         | MRSL      |
|  | Frédérique Vidal     | Frédérique Vidal                | Ministre de l’Enseignement supérieur, de la Recherche et de l’Innovation                      | Ministerin für Hochschulbildung, Forschung und Innovation                       | LREM      |
|  | Julien Denormandie   | Julien Denormandie              | Ministre de l’Agriculture et de l’Alimentation                                                | Minister für Landwirtschaft und Ernährung                                       | LREM      |
|  | Amélie de Montchalin | Amélie de Montchalin            | Ministre de la Transformation et de la Fonction publiques                                     | Ministerin für Wandel und den öffentlichen Dienst                               | LREM      |

### Beigeordnete Minister
| Bild | Name                   | Funktion | Partei    |
| ---- | ---------------------- | --- | --------- |
|      | Marc Fesneau           | Minister für die Beziehungen zum Parlament und die Bürgerbeteiligung (im Büro des Premierministers)                         | MoDem     |
|      | Élisabeth Moreno       | Ministerin für Gleichstellung, Vielfalt und Chancengleichheit (im Büro des Premierministers)                                | Parteilos |
|      | Franck Riester         | Minister für Außenhandel und wirtschaftliche Attraktivität (im Ministerium für Europa und Äußeres)                          | Agir      |
|      | Emmanuelle Wargon      | Ministerin für Wohnungswesen (im Umweltministerium)                                                                         | TdP       |
|      | Jean-Baptiste Djebbari | Verkehrsminister (im Umweltministerium)                                                                                     | LREM, TdP |
|      | Olivier Dussopt        | Minister für öffentliche Finanzen (im Ministerium für Wirtschaft und Finanzen)                                              | TdP       |
|      | Agnès Pannier-Runacher | Ministerin für Industrie (im Ministerium für Wirtschaft und Finanzen)                                                       | LREM, TdP |
|      | Alain Griset           | Minister für kleine und mittlere Unternehmen (im Ministerium für Wirtschaft und Finanzen)                                   | Parteilos |
|      | Roxana Mărăcineanu     | Ministerin für Sport (im Ministerium für nationale Bildung, Jugend und Sport)                                               | DVG       |
|      | Geneviève Darrieussecq | Ministerin für Erinnerung und Veteranenangelegenheiten (im Verteidigungsministerium)                                        | MoDem     |
|      | Marlène Schiappa       | Ministerin für Staatsbürgerschaft (im Innenministerium)                                                                     | LREM      |
|      | Brigitte Klinkert      | Ministerin für Integration (im Ministerium für Arbeit, Beschäftigung, Integration und wirtschaftliche Eingliederung)        | DVD       |
|      | Nadia Hai              | Ministerin für die Stadtentwicklung (im Ministerium für territorialen Zusammenhalt und Beziehungen zu den lokalen Behörden) | LREM      |
|      | Brigitte Bourguignon   | Minister für Autonomie (im Ministerium für Soziales und Gesundheit)                                                         | LREM, TdP |

### Staatssekretäre
| Bild | Name                           | Funktion | Partei    |
| ---- | ------------------------------ | --- | --------- |
|      | Gabriel Attal                  | Regierungssprecher (im Büro des Premierministers) | LREM      |
|      | Sophie Cluzel                  | Staatssekretärin für Behinderte (im Büro des Premierministers) | LREM      |
|      | Jean-Baptiste Lemoyne          | Staatssekretär für Tourismus, Französisch im Ausland und Frankophonie (im Ministerium für Europa und Äußeres)                                                                                              | LREM      |
|      | Clément Beaune                 | Staatssekretär für europäische Angelegenheiten (im Ministerium für Europa und Äußeres) | LREM, TdP |
|      | Bérangère Abba                 | Staatssekretärin für Biodiversität (im Umweltministerium) | LREM      |
|      | Nathalie Elimas                | Staatssekretärin für vorrangige Bildung (im Ministerium für nationale Bildung, Jugend und Sport) | MoDem     |
|      | Sarah El Haïry                 | Staatssekretärin für Jugend und Engagement (im Ministerium für nationale Bildung, Jugend und Sport) | MoDem     |
|      | Cédric O                       | Staatssekretär für digitalen Wandel und elektronische Kommunikation (im Ministerium für Wirtschaft und Finanzen und im Ministerium für territorialen Zusammenhalt und Beziehungen zu den lokalen Behörden) | LREM      |
|      | Olivia Grégoire                | Staatssekretärin für soziale, integrative und verantwortungsvolle Wirtschaft (im Ministerium für Wirtschaft und Finanzen)                                                                                  | LREM      |
|      | Laurent Pietraszewski          | Staatssekretär für Renten und Gesundheit am Arbeitsplatz (im Ministerium für Arbeit, Beschäftigung, Integration und wirtschaftliche Eingliederung)                                                         | LREM      |
|      | Joël Giraud (bis 5. März 2022) | Staatssekretär für ländliche Gebiete (Ministerium für territorialen Zusammenhalt und Beziehungen zu den lokalen Behörden)                                                                                  | LREM      |
|      | Adrien Taquet                  | Staatssekretär für Kinder und Familien (im Ministerium für Soziales und Gesundheit) | LREM      |

## Ehemalige Mitglieder
| Bild | Name                                   | Funktion (französische Bezeichnung)                                                           | Funktion (deutschsprachige Übersetzung)                                           | Partei |
| ---- | -------------------------------------- | --------------------------------------------------------------------------------------------- | --------------------------------------------------------------------------------- | ------ |
|      | Jacqueline Gourault (bis 5. März 2022) | Ministre de la Cohésion des territoires et des Relations avec les collectivités territoriales | Ministerin für territorialen Zusammenhalt und Beziehungen zu den lokalen Behörden | MoDem  |